# Arete af Kyrene
Arete af Kyrene (græsk: Ἀρήτη, ca. 400 f.Kr. - ca. 340 f.Kr.) var en filosof fra den græske by Kyrene i Nordafrika, i dag Libyen. 
Arete fulgte sin far, Aristippos af Kyrene, en af Sokrates' disciple, til Athen for at studere filosofi. Hun opdrog og underviste senere selv sin søn, Aristippos den yngre, der af den grund fik tilnavnet "mor-lært" (græsk: μητροδίδακτος). Arete nævnes som sin fars efterfølger som leder af den kyrenaiske skole, men det er uklart, om skolen blev grundlagt af Aristippos, Arete selv eller først senere af hendes søn. 
Mange kvinder læste filosofi i denne periode, men Arete var en af de få, der fik en egentlig karriere som filosof. I løbet af hendes ca. 35 år lange karriere underviste hun mere end 100 elever i moral- og naturfilosofi og skrev omkring 40 filosofiske værker. Der findes ingen kendte, overleverede værker eller fragmenter fra Aretes hånd. De dokumenter med de kyrenaiske doktriner, der er overleveret til i dag, menes at være nedskrevet af Aristippos den yngre. Kyrenaikerne så nydelse som det eneste moralske kriterium, men denne nydelse kommer ikke fra ophidselse, men opnås gennem refleksion. Det gode defineres af kyrenaikerne som uafhængighed og frihed fra begær efter nydelse og frygt for smerte. 
Indskriften på Aretes gravsten kalder hende "Grækenlands herlighed" med "Helenas skønhed, Thirmas dyd, Aristippos' pen, Sokrates' sjæl og Homers tunge".
Hos Clemens af Alexandria i bog II, kap. XIX af hans Stromata nævnes Arete som et eksempel på, at kvinder kan opnå samme moralske og intellektuelle fuldkommenhed som mænd. 